# 미드웨이 (2019년 영화)
《미드웨이》(Midway)는 2019년에 공개된 미국과 일본의 전쟁 영화로, 롤란트 에머리히가 감독을 맡았다.

## 출연

### 미군
| 배우               | 역할                     | 비고 |
| ------------------ | ------------------------ | ---- |
| 에드 스크레인      | 리처드 "딕" 베스트       |      |
| 패트릭 윌슨        | 에드윈 T. 레이턴         |      |
| 루크 에번스        | 웨이드 매클러스키        |      |
| 에런 엑하트        | 지미 둘리틀              |      |
| 닉 조너스          | 브루도 가이도            |      |
| 우디 해럴슨        | 체스터 W. 니미츠         |      |
| 데니스 퀘이드      | 윌리엄 "불" 홀시         |      |
| 대런 크리스        | 유진 린지                |      |
| 제이크 웨버        | 레이먼드 A. 스프루언스   |      |
| 브레넌 브라운      | 조지프 로슈포르          |      |
| 알렉산더 루드위그  | 로이 피어스              |      |
| 데이비드 휼렛      | 허즈밴드 E. 키멀         |      |
| 키언 존슨          | 제임스 머리              |      |
| 마크 롤스턴        | 어니스트 킹              |      |
| 루크 클라인탱크    | 클래런스 얼 디킨슨       |      |
| 브랜던 스클리너    | 조지 게이                |      |
| 제이크 맨리        | 윌리 웨스트              |      |
| 에릭 데이비스      | 마일스 브라우닝          |      |
| 제임스 카피넬로    | 윌리엄 브로크먼          |      |
| 러셀 데니스 루이스 | 프랭크 우드로 오플래허티 |      |
| 제이컵 블레어      | 행크 포터                |      |
| 제임스 힉스        | 에드윈 크로거            |      |
| 제프리 블레이크    | 존 포드                  |      |

### 일본군 역할
| 배우            | 역할              | 비고 |
| --------------- | ----------------- | ---- |
| 아사노 타다노부 | 야마구치 다몬     |      |
| 토요카와 에츠시 | 야마모토 이소로쿠 |      |
| 쿠니무라 준     | 나구모 주이치     |      |
| 피터 신코다     | 겐다 미노루       |      |
| 시마모토 노부야 | 가구 도메오       |      |
| 가나가와 히로   | 후지타 이사무     |      |
| 다키카와 겐     | 모로이시 다카시   |      |
| 이다 히로모토   | 도조 히데키       |      |
| 신타니 히로아키 | 히로히토          |      |

### 시민 역할
| 배우               | 역할                | 비고                     |
| ------------------ | ------------------- | ------------------------ |
| 맨디 무어          | 앤 베스트           | 딕 베스트의 아내         |
| 레이철 페렐 포스켓 | 대그네 레이턴       | 에드윈 레이턴의 아내     |
| 딘 셸러            | 잭 매켄지           | 포드의 카메라맨          |
| 크리스티 브룩      | 밀리센트 매클러스키 | 웨이드 매클러스키의 아내 |
| 케니 루            | 주쉬산              | 중국의 교사              |
| 세라 홀퍼드        | 메리 피어스         | 로이 피어스의 아내       |

## 같이 보기
- 미드웨이 (1976년 영화)
- 진주만 (영화)
- 도라 도라 도라